# Rodolfo Rivero
Rodolfo Rivero Hernández (Santa Cruz de Tenerife, España, 12 de mayo de 1949) es un exfutbolista español que se desempeñaba como centrocampista.

## Clubes
| Club                        | País   | Año       |
| --------------------------- | ------ | --------- |
| Real Club Deportivo Español | España | 1972-1973 |
| Unió Esportiva Sant Andreu  | España | 1973-1974 |
| Córdoba Club de Fútbol      | España | 1974-1978 |